# Agostino di Duccio
Agostino di Duccio (Florence, 1418 – Pérouse, 1481 environ) est un sculpteur italien.

## Biographie
Il se forme auprès de Donatello et Michelozzo pendant les travaux de la chaire de la  cathédrale de Prato.
En 1441, accusé d’avoir volé de l’argenterie au couvent de l’Annunziata où son frère était moine, il est banni de sa ville natale, faute de pouvoir payer l’amende de 243 florins à laquelle il est condamné. Il se réfugie  à Modène, où, en 1442, il exécute  l'autel de San Geminiano pour la cathédrale, dans lequel prédomine l'influence de Michelozzo.

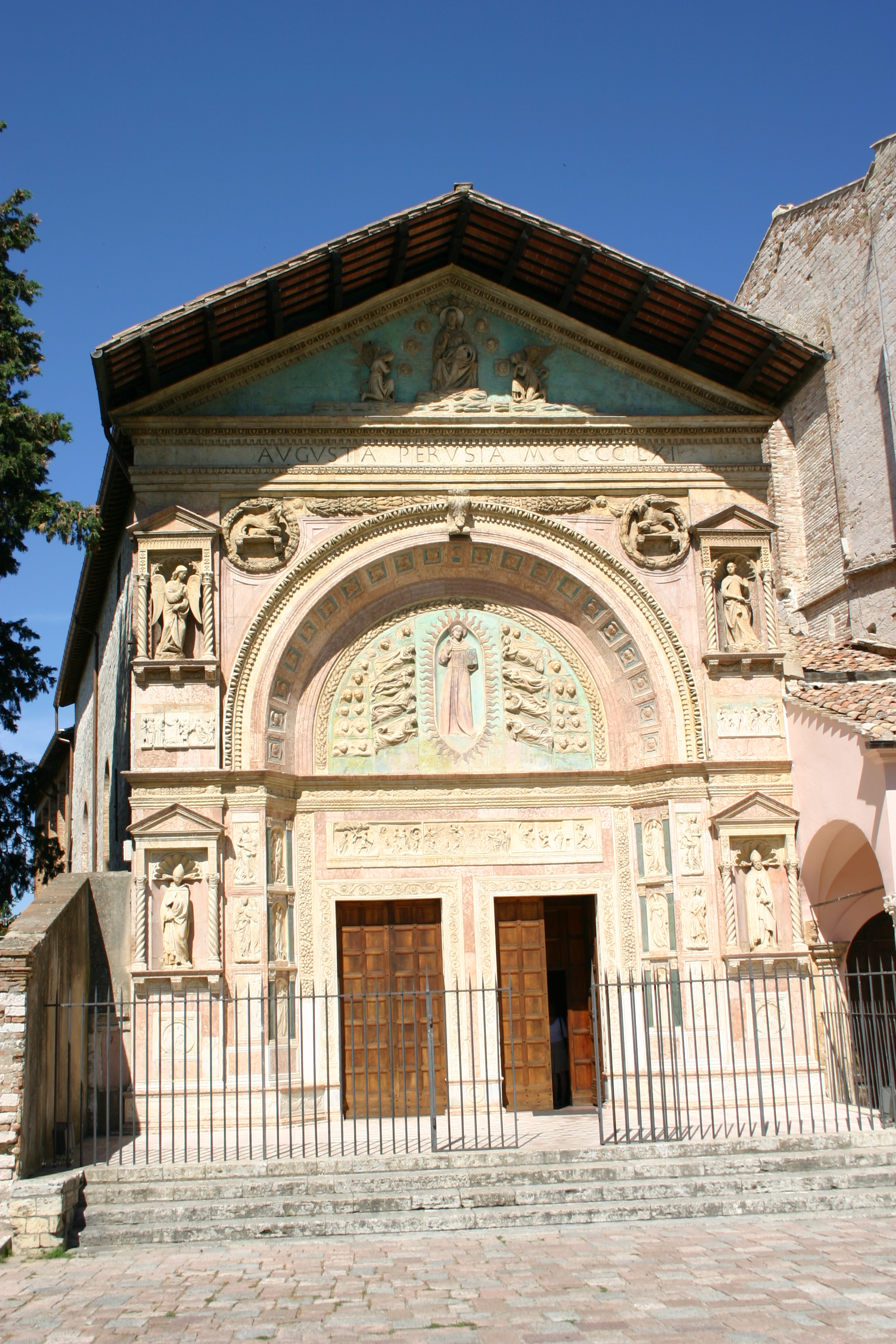
Façade de l'oratoire San Bernardino à Pérouse

En 1446, il est à Venise pour étudier les œuvres du gothique tardif, rencontre Matteo de' Pasti qui l'engage pour la décoration de l'intérieur du  temple Malatesta de Rimini.
En 1454 et 1455, il exécute, pour le sanctuaire Santa Maria delle Grazie de Fornò, près de Forlì, une Madonna col Bambino, en taille réelle de 1,74 m (conservée aujourd'hui au Palazzo Vescovile de Forlì), et la Santissima Trinità adorata da Pietro Bianco, un bas-relief en marbre pour le Santuario di Santa Maria delle Grazie di Fornò, près de Forlì.
En juillet 1457, il reçoit la commande de la façade ouest de l'oratoire San Bernardino, à Pérouse, « un chef-d'œuvre de sculpture polychrome ». Le portail est encadré de quatre niches, où figurent les statues de l'Ange de l'Annonciation et de la Vierge Marie (en haut) et de San Costanzo (ancien évêque de Pérouse) et Santo Ercolano (en bas). Il y travaille jusqu’en 1461.
Il peut enfin retourner à Florence, où il s’inscrit à l’Arte dei Maestri di Pietra e di Legname, la corporation des métiers de la pierre et du bois en 1464. La même année, il commence à travailler sur un bloc de marbre de « neuf brasses de haut » (un peu plus de 5,25 mètres). Il s'agit d'en tirer  la figure géante d’un prophète pour une des niches de la tribune nord de la cathédrale Santa Maria del Fiore de Florence. Il doit renoncer devant la difficulté de la tâche. Ce bloc de marbre sera repris par Michel-Ange et donnera naissance au célèbre David.

## Œuvres
- Façade en marbre de l'Oratoire San Bernardino à Pérouse (1457-1461)
- Vierge et l'Enfant (Vierge d'Auvillers), vers 1460-1465, marbre, 81.8 x 76.6 x 14.7 cm, Musée du Louvre[5] (pour Pierre le Goutteux).
- Projet de la porte San Pietro à Pérouse (1473)
- Tombeau Geraldini au  Duomo d'Amelia, avec d'autres artistes (1477)
- Tombeaux des Malatesta au temple Malatesta de Rimini

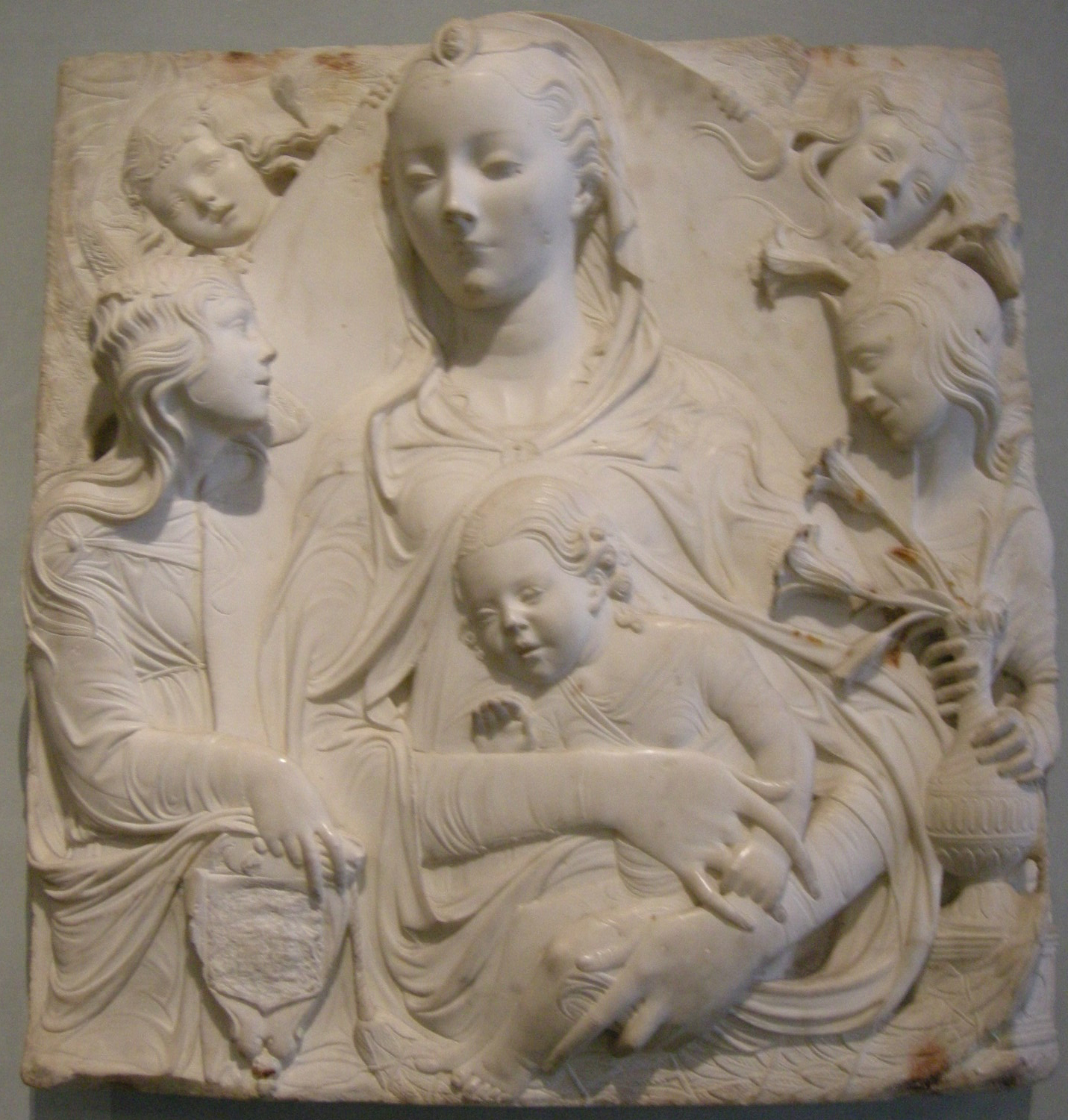
Vierge à l'Enfant (Vierge d'Auvillers), musée du Louvre.
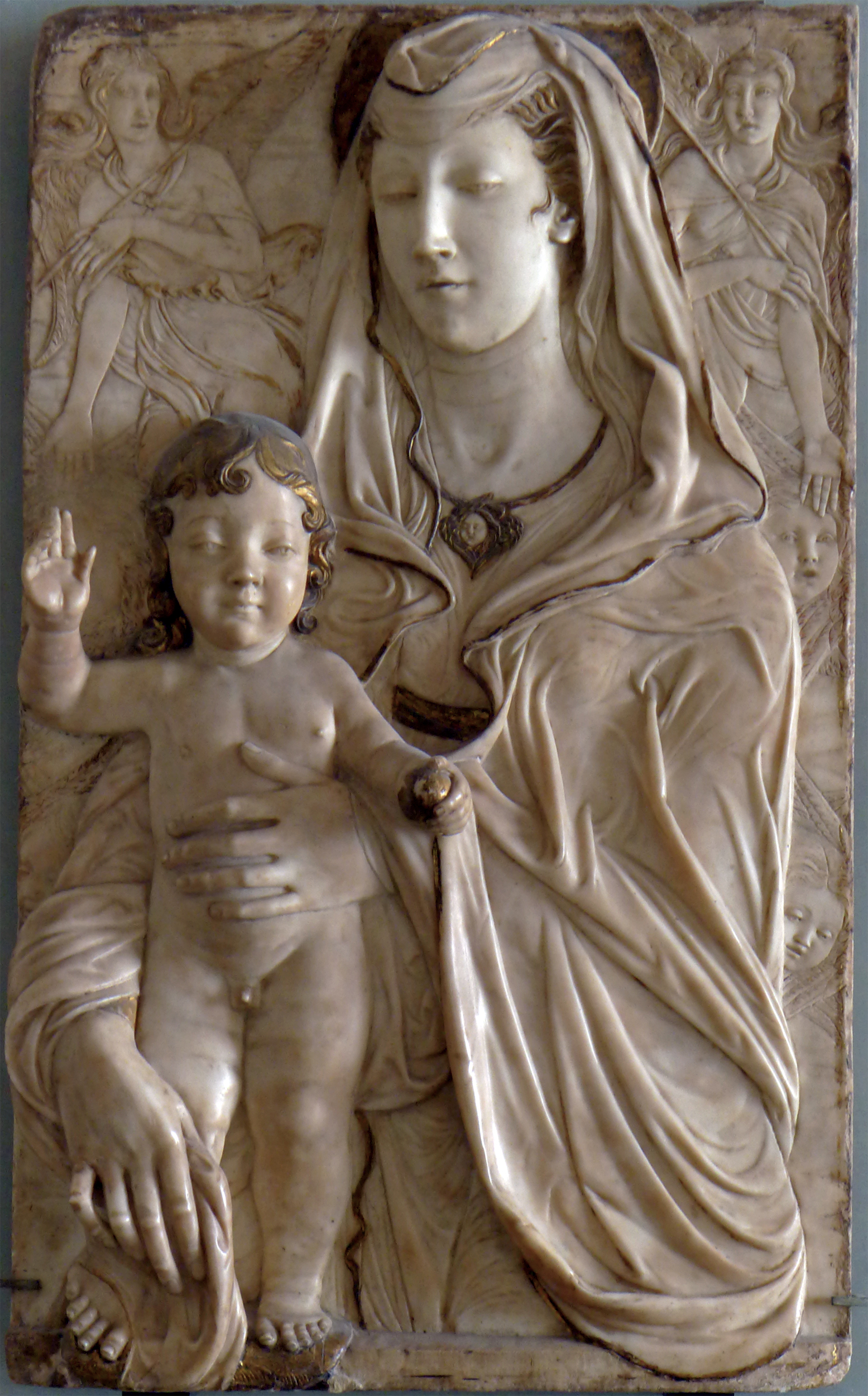
Vierge à l'Enfant entre deux anges, musée du Louvre (Rot5).

## Source
- (en) Cet article est partiellement ou en totalité issu de l’article de Wikipédia en anglais intitulé « Agostino di Duccio » (voir la liste des auteurs).